# Lijst van personages uit Michel Vaillant
De personages uit de strips van Michel Vaillant zijn opgedeeld in drie categorieën: de familieleden, de vrienden en de vijanden.

## De familie Vaillant

### Michel Vaillant
Hoofdpersonage van deze stripreeks. Als zoon van een groot autobouwer stapt hij in de racerij. In het eerste album De grote race is hij nog zeer jong en neemt hij het op tegen zijn latere beste vriend, Steve Warson. Gaandeweg wordt hij ouder in de reeks. In album 25 Meisjes en Motoren trouwt hij met Jolijn Latour en enkele albums later wordt hun zoon Patrick geboren.
Michel Vaillant is van alle markten thuis. Zo bestuurt hij zowel Formule 1-wagens, als rallywagens, als speedboten en alle andere voertuigen die hoge snelheden halen. In album 26 Wereldkampioen wordt hij voor het eerst in zijn carrière wereldkampioen in de Formule 1.

### Jean-Pierre Vaillant
Broer van Michel. Hij begon als autoracer, maar na zijn huwelijk met Agnès de Chanzy stopte hij hiermee. Hij is de grote autobouwer van de Vaillantefabriek. Wanneer vader Vaillant op pensioen gaat, neemt Jean-Pierre de leiding van de fabriek over. Zijn huwelijk met Agnès leverde tot op heden één zoon op: Jean-Michel.

### Henri Vaillant
Vader van Michel en Jean-Pierre. Getrouwd met Elisabeth. Hij is oprichter van het merk Vaillante en reed in 1939 al met een Vaillante de 24 uur van Le Mans. Na zijn pensioen neemt Jean-Pierre de fakkel over in de fabriek, maar hij kan nog steeds zijn inbreng doen. Tot hier toe werd er één album volledig aan hem gewijd: album 48 Irish Coffee, waarin hij in Ierland een race rijdt met oldtimers.

### Elisabeth Vaillant
Moeder van Michel en Jean-Pierre. Getrouwd met Henri Vaillant. Zij weet niet veel over autoraces en technieken, maar is toch steeds bezorgd als Michel achter het stuur van een auto kruipt.

### Jolijn Latour
Sinds album 25 Meisjes en Motoren de vrouw van Michel Vaillant. Ze duikt voor het eerst op in album 5 Nr. 13 aan de start. Haar vader is Louis Latour, uitgever van de Franse krant L'Eclair de France. In de Franstalige versie van de strips van Michel Vaillant heet ze Françoise. Van beroep is ze reporter voor een meisjesblad.

### Patrick Vaillant
Zoon van Michel Vaillant en Jolijn Latour. Hij duikt nooit op in de verhalen, maar er wordt wel vaak over hem verteld of naar hem verwezen. Zijn peetoom is Steve Warson, de beste vriend van Michel. Hij verschijnt uiteindelijk het eerst in In de naam van de zoon.

### Agnès de Chanzy
Vrouw van Jean-Pierre Vaillant. Ze is de dochter van een Argentijn. In het eerste album De Grote Match duikt ze voor het eerst op. Op het einde van dat album wordt haar huwelijk met Jean-Pierre aangekondigd. Samen met Jean-Pierre heeft ze één zoon, Jean-Michel.

### Jean-Michel Vaillant
Zoon van Jean-Pierre en Agnès. Michel Vaillant is zijn peetvader. In album 7 De Waaghalzen wordt hij voorgesteld aan de lezers.

### Benjamin Vaillant
Broer van Henri Vaillant en oom van Michel en Jean-Pierre. Hij woont in Marseille, alwaar hij een transportbedrijf met dezelfde naam heeft.

## Vrienden van Michel Vaillant

### Steve Warson
Amerikaans autoracer die in het eerste album De grote match het nog tegen Michel opneemt. Hij komt naar Europa en rijdt voor Vaillante. Hij is een echte womanizer en heeft vele vriendinnetjes. Daarnaast heeft hij ook enkele langdurige relaties, onder andere met Julie Wood en Ruth.
Zijn impulsiviteit zorgt ook soms voor vreemde situaties. Na album 34 Steve Warson gaat K.O. verdwijnt hij spoorloos om dan drie albums later weer te keren. Hij is dan niet meer welkom bij Vaillante en rijdt in album 38, Steve Warson tegen Michel Vaillant tegen Michel in een Ferrari. Nadat de plooien weer gladgestreken zijn, keert hij terug naar Vaillante. Daar heeft hij het echter weer helemaal verkorven door voor grote vijand Leader te kiezen om Jacky Ickx te proberen verslaan in de 24 uur van Le Mans. Dat gebeurt in album 55 Een gekke geschiedenis. Na dat album komt hij even aan het hoofd van het Leader-imperium te staan, met Ruth aan zijn zijde.
In de Amerikaanse staat Texas bezit hij een immense ranch, die te kampen heeft met grote financiële problemen. Wanneer er in album 65 De beproeving 100 miljoen dollar beloofd wordt aan de rijder die zich tot beste rijder ter wereld kroont, zet hij dan ook zijn vriendschap met Michel Vaillant opzij om dat bedrag te proberen winnen. Michel Vaillant gaat met die titel lopen in 100.000.000$ voor Steve Warson, maar schenkt het bedrag aan Steve om zijn schulden af te lossen.

### Yves Douléac
Jonge Marseillees die in de Vaillanteschool zijn opleiding tot autoracer geniet. Dit gebeurt in album 8 De 8e man. Vanaf dan is hij voltijds racer bij het Vaillanteteam en legt hij zich voornamelijk toe op rally's en duurracen. Hij wordt verliefd op de Duitse Gabrielle Spangenberg, die van adel is. Samen vormen ze aanvankelijk een raceduo, maar dat groeit dan uit tot een relatie, in het begin geheel tegen de zin van de vader van Gabrielle.

### Gabrielle Spangenberg
De dochter van een Duitse graaf. Ze duikt voor het eerst op in album 12 De ridders van Königsfeld, waarin zij en haar vader gastheer spelen voor enkele autoracers die op de Nürburgring rijden. Ze wordt verliefd op de jonge racer Yves Douléac, met wie ze uiteindelijk ook een koppel vormt, zowel in het liefdesleven als in de autosport.

### Julie Wood
Oorspronkelijk is deze Amerikaanse een motorrijdster met een eigen stripreeks. Ze duikt voor het eerst op in album 41 Paris-Dakar, waar ze aan de rally meedoet op een motor. Even later vormt ze samen met Steve Warson een koppel en stapt ze af van het motorracen. Ze schakelt over naar de autoracerij, onder andere in de Formule 3000. In album 55 Een gekke geschiedenis loopt haar relatie met Steve Warson ten einde, omdat deze voor het Leaderteam en voor Ruth kiest.

### Jacky Ickx
Belgische autoracer, die zowel tegen als samen met Michel Vaillant rijdt. Hij is een specialist bij regenweer en behaalt ook uitstekende resultaten in rally's en duurwedstrijden. Zijn personage is volledig gebaseerd op de Belgische held Jacky Ickx. In album 63 Caïro! verschijnt eveneens zijn dochter Vanina Ickx ten tonele.

### Frank "Indy" Wood
Broer van Julie Wood en vervangrijder in album 35 De dwangarbeider. Hij kreeg zijn bijnaam Indy, omdat hij het winnen van de Indy 500 tot zijn doel heeft gemaakt. Hij duikt op als mecanicien van zijn zus Julie Wood tijdens de Dakar-rally in album 41 Paris-Dakar. In album 51 De bluffer van Francorchamps rijdt Indy niet meer voor Vaillante maar voor het nieuwe Newton Racing Team van Stanley Newton.

### Chuck Danver
Amerikaanse autopiloot en goede vriend van Steve Warson. Wil in het 14e album Mach 1 voor Steve Warson de geluidsmuur doorbreken met zijn wagen, de Sonic Bird. Hiermee dwarsboomt hij de plannen van Leader en wordt hij door diens mannetjes uitgeschakeld. Zijn vriend Warson komt hem te hulp en breekt dat snelheidsrecord. In latere albums verschijnt Chuck nog meermaals als rijder van de Vaillanterenstal.

### Mauro Bianchi
Belgisch racer, ploegmaat van Michel.

### Lucien Bianchi
Belgisch racer, broer van Mauro en ploegmaat van Michel.

## Vijanden van Michel Vaillant

### De Leader
De Leader is een Indiase wetenschapper en staat aan het hoofd van een machtig auto-imperium, dat gekenmerkt wordt door de letter "L". Zijn doel is om de grootste autobouwer ter wereld te zijn, maar de Vaillantes dwarsbomen nogal vaak zijn plannen. Kenmerkend voor hem is de sigaret, die hij rookt terwijl hij met iemand een gesprek voert. Als de sigaret op is, is voor hem ook het gesprek ten einde. Hij duikt voor het eerst op in album 14 Mach 1 voor Steve Warson waarin hij niet kan beletten dat Steve Warson als eerste persoon ooit de geluidsmuur doorbreekt met een wagen, gebouwd door Chuck Danver.
In album 17 Het spook van de 24 uren maken de lezers voor het eerst kennis met de Leaderwagens. De Leader wil de Vaillantes vernederen tijdens de 24 uur van Le Mans door met superieure wagens aan de start te komen, bestuurd door Mongoolse rijders. In album 28 Het geheim van Steve Warson komt Steve te weten dat Ruth, op wie hij verliefd is, eigenlijk de dochter van de Leader is. Ruth zelf weet dit nog niet. In album 34 Steve Warson gaat K.O. zien we de Leader voor het laatst in levenden lijve, waar Ruth hem ontmoet op zijn sterfbed.
In album 59 De gevangene duikt de Leader echter weer op. Hij blijkt niet gestorven te zijn 25 albums eerder, maar leeft nu als lama, een hoge monnik, in een klooster in Tibet, ver weg van alle materialiteit. In datzelfde album geeft hij zijn dochter Ruth en Bob Cramer onderdak om uit het vizier van hun achtervolgers bij Leader te ontvluchten.

### Ruth
Zij werd geboren in India als dochter van een Indiase wetenschapper en een Engelse vrouw. Haar ouders trouwden niet met elkaar en haar moeder voedde haar alleen op, samen met Ruths grootvader. Ze groeide op in Zuid-Afrika, waar haar moeder en grootvader om het leven kwamen bij een ongeluk toen ze zelf 12 jaar was. Daarna ging ze bij haar Engelse tante Margaret Ranson wonen. In album 28 Het geheim van Steve Warson komt Steve Warson te weten dat de Leader de vader van Ruth is, maar hij besluit het haar niet te vertellen en verder alle contact met Ruth te verbreken.
Haar racecarrière start ze onder een valse naam 'Jo Barret' in de Indy 500. Ze wordt verliefd op Steve Warson, maar hij wil niets met haar te maken hebben als hij ontdekt dat zij de dochter van de Leader is. In album 34 Steve Warson gaat K.O. verneemt ook zij wie haar vader is en op zijn sterfbed neemt ze van hem de fakkel over als hoofd van het Leaderimperium. Ze wil voortaan de strijd aangaan met de Vaillantes. In album 43 Rendez-Vous in Macao laat ze zich van haar slechtste kant zien, door een contract dat Michel Vaillant zal tekenen met een Aziatische firma te willen dwarsbomen door gebruik te maken van geweld.
Als vrouw in de harde zakenwereld heeft ze het bijzonder moeilijk en daarom besluit ze om Steve Warson tot nieuwe Leader te bombarderen in album 55 Een gekke geschiedenis. Vier albums later wordt Ruth gevangen gehouden door de hoge raad van Leader in De gevangene. Met behulp van Bob Cramer, Steve Warson en Michel Vaillant weet ze te ontsnappen naar een Tibetaans klooster waar ze haar vader, die ze dood waande, terugziet.

### Bob Cramer
Bob Cramer is de booswicht die steeds terugkeert in de albums van Michel Vaillant. Zijn eerste optreden maakt hij in album 5 Nr. 13 aan de start, waar hij in de 24 uur van Le Mans de strijd aangaat met de Vaillantewagens. Gedurende heel zijn racecarrière laat hij zich opmerken door onsportief en roekeloos rijgedrag, wat hem soms ook startverbod of diskwalificatie in bepaalde wedstrijden oplevert. Ook naast de baan wordt hij opgemerkt als schurk, omdat hij er niet voor terugdeinst om wagens te saboteren.
Aanvankelijk komt hij uit voor het team van de Texas Drivers, maar nadat de hele top van dat bedrijf in de gevangenis belandt aan het einde van album 15 Het helse circus, stapt hij zelf over naar de Leader. Het voorlopig laatste optreden van Bob Cramer werd gemaakt in album 59 De gevangene. In dat album bevrijdt hij Michel, Steve en Ruth uit gevangenschap in de Leader-gebouwen in Tibet. Samen met Ruth blijft hij daarna in het klooster, waarin de oude Leader een hoge geestelijke is. Later keerde hij terug als lid van de Texas Drivers in album 63 Caïro!